# 苏州国际科技园

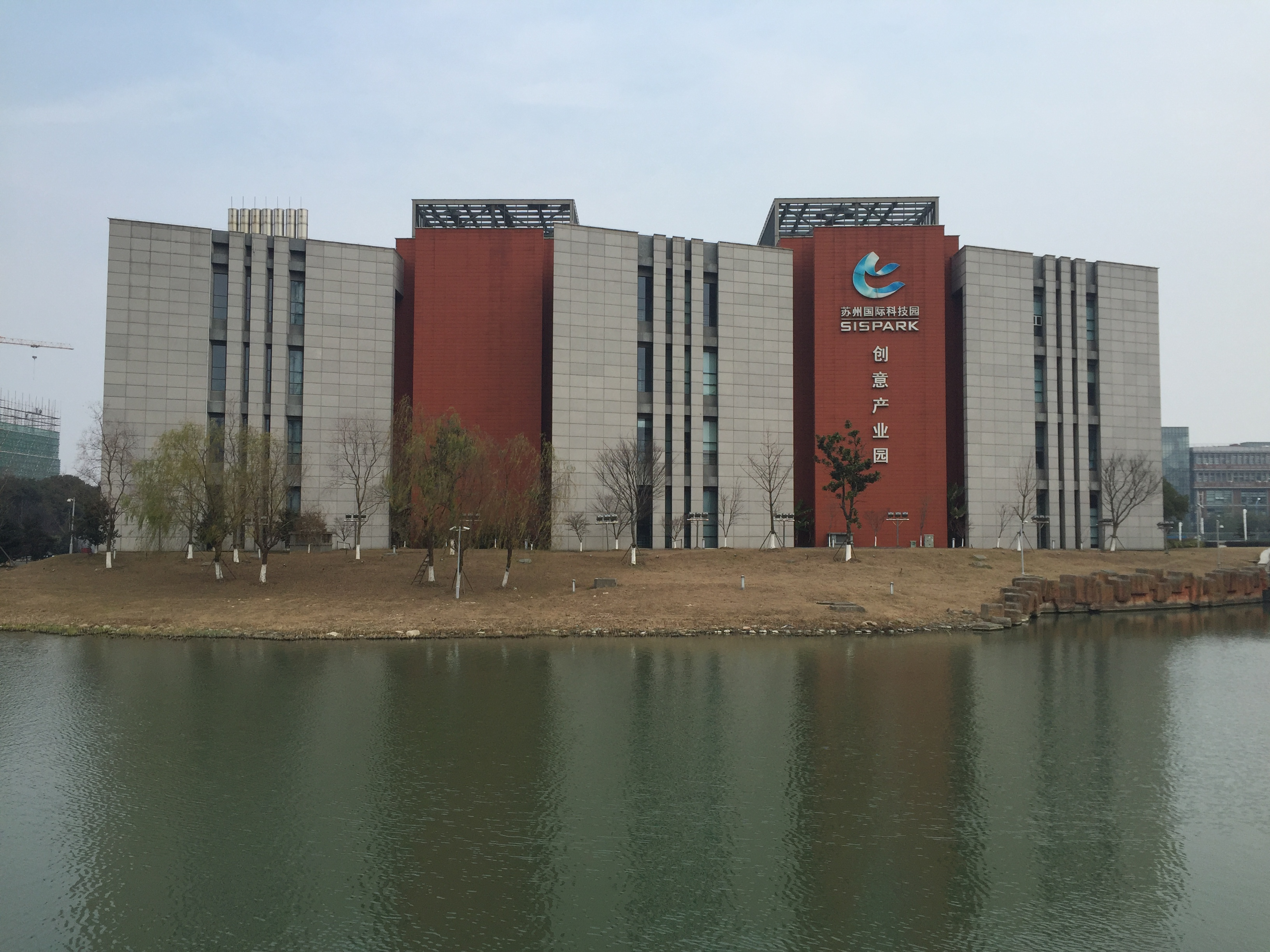
苏州国际科技园

苏州国际科技园位于苏州工业园区金鸡湖大道，金鸡湖与独墅湖之间，是苏州市和苏州工业园区科技创新的重要载体，规划占地面积77公顷，总建筑面积超过150万平方米，总投资近70亿元，启动于2000年4月。
苏州国际科技园是中国科技企业孵化器、国家软件产业基地、国家动画产业基地、国家海外高层次人才创新创业基地、中国欧美软件出口工程试点基地、中国留学人员苏州创业中心、中国服务外包示范基地以及苏州市云计算产业基地。截止2013年，苏州国际科技园以云计算产业为主，具有四大特色产业群：软件开发、集成电路设计、数码娱乐和行业应用高新科技。

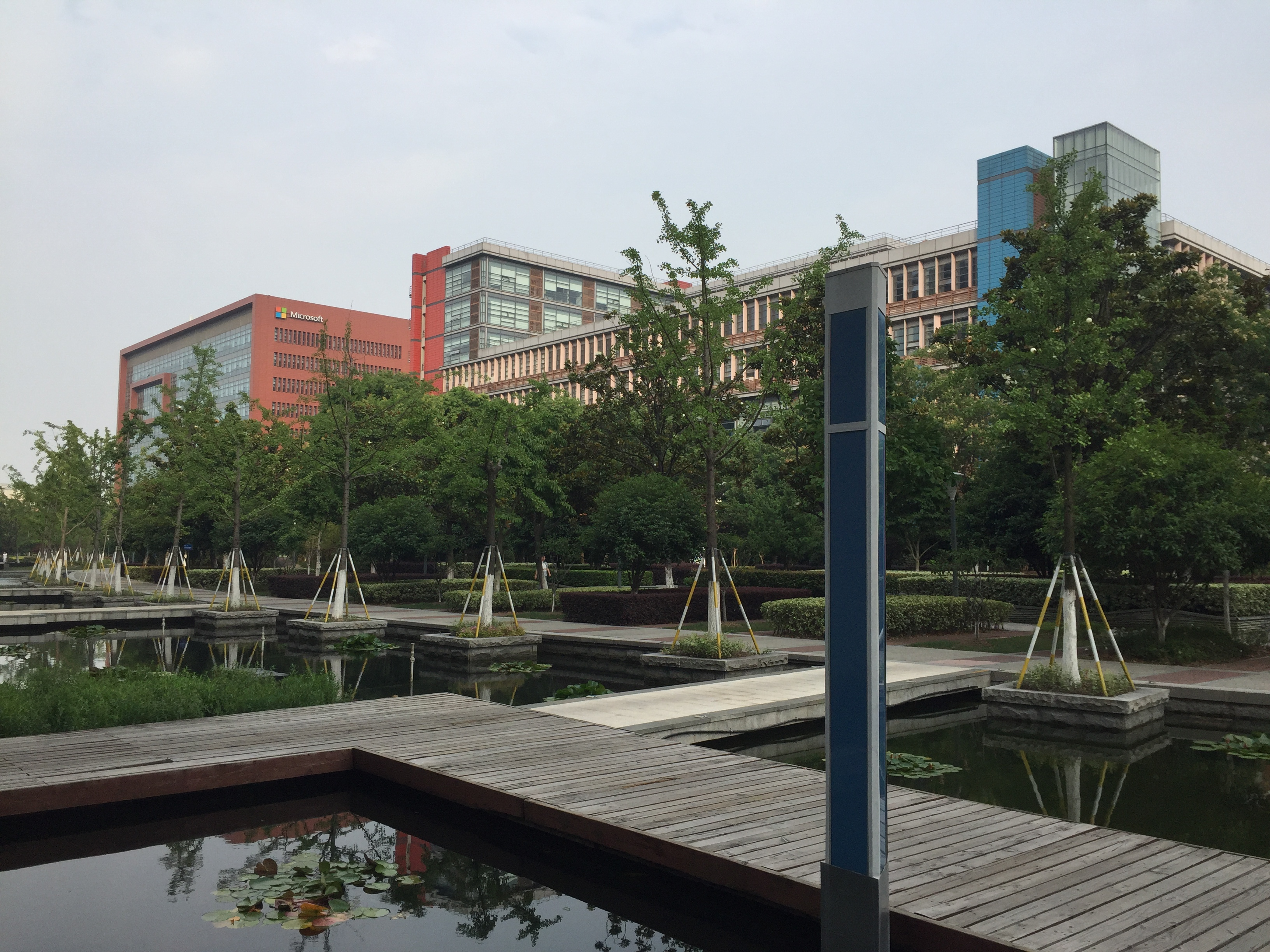
苏州创意产业园
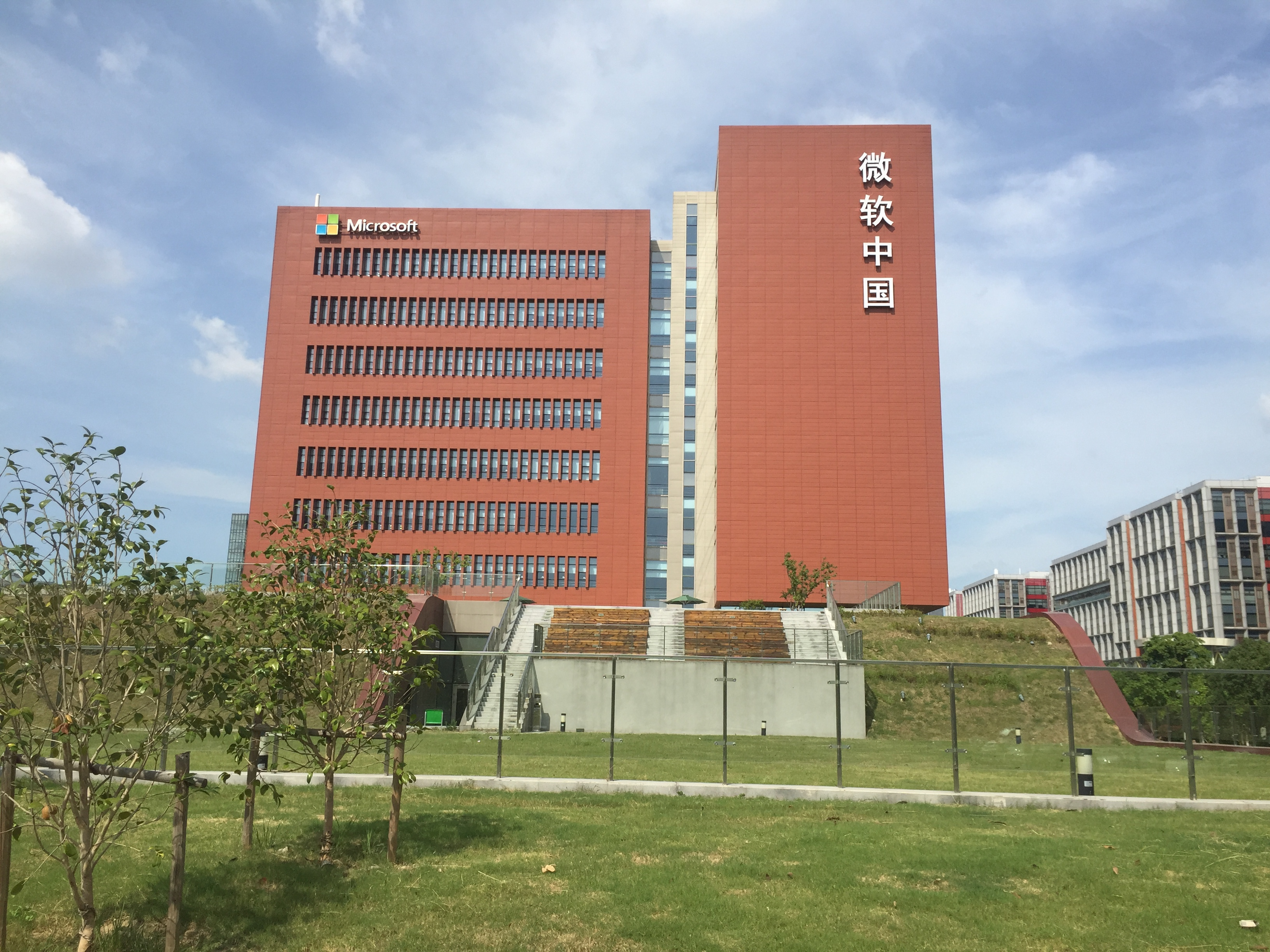
园内的微软苏州分公司